# Le Mesnil-Villeman
Le Mesnil-Villeman település Franciaországban, Manche megyében. Lakosainak száma 237 fő (2022. január 1.). Le Mesnil-Villeman Beauchamps, Champrepus, Le Mesnil-Garnier és Gavray-sur-Sienne községekkel határos.

## Népesség
A település népességének változása:
| Lakosok száma | 381  | 275  | 253  | 228  | 237  | 240  | 235  | 235  | 234  | 237  |
|               | 1968 | 1982 | 1990 | 2006 | 2013 | 2015 | 2017 | 2019 | 2020 | 2022 |